# Era uma Vez... (telenovela)
Era uma Vez... é uma telenovela brasileira produzida e exibida pela TV Globo de 30 de março a 2 de outubro de 1998, em 160 capítulos. Substituindo Anjo Mau e sendo substituída por Pecado Capital. Foi a 53ª "novela das seis" exibida pela emissora. 
Escrita por Walther Negrão, com colaboração de Elizabeth Jhin, Júlio Fischer e Márcia Prates, teve direção de Rogério Gomes, Jorge Fernando, Marcelo Travesso e Fabrício Mamberti, gerência de produção de Ítalo Grannato e direção geral de Rogério Gomes e núcleo de produção de Jorge Fernando.
Conta com as participações de Drica Moraes, Herson Capri, Andréa Beltrão, Tuca Andrada, Cláudio Marzo, Elias Gleizer, Nair Bello, Deborah Secco e Cláudio Heinrich.

## Enredo
A trama traça um retrato do cotidiano de três gerações para mostrar que não existe um tempo ideal para amar e ser feliz. O viúvo Álvaro (Herson Capri) mora com seus quatro filhos – Glorinha (Luiza Curvo), Zé Maria (Alexandre Lemos), Marizé (Alessandra Aguiar) e Fafá (Pedro Agum) – no sítio de seu pai, Pepe (Elias Gleizer), em Nova Esperança, cidade fictícia em Santa Catarina. Ele é apaixonado por Bruna Reis (Andréa Beltrão), advogada da fábrica de chocolate de Xistus (Cláudio Marzo), uma moça mimada e obsessiva que não suporta dividir a atenção do namorado com seus filhos. Mas, para sua surpresa, chega à cidade a doce Madalena (Drica Moraes), que será a governanta da casa de Xistus, avô materno das crianças. Bem informada, simpática e simples, ela logo cai nas graças dos filhos de Álvaro e nas dele, que, inclusive, apaixona-se por ela. Xistus também se apaixona por Madalena e une forças com Bruna para lutar contra o amor entre a governanta e Álvaro. 
Madalena chega a Nova Esperança com seu grande amigo Maneco Dionísio (Antonio Calloni), e os dois compartilham um segredo: a nova governanta de Xistus foge desesperadamente do seu ex-marido, o possessivo, poderoso e perverso Danilo Borges (Tuca Andrada). Enquanto isso, os filhos de Álvaro são disputados pelos dois avôs, completamente diferentes entre si. Xistus é um empresário rígido, sisudo e amparado em valores tradicionais. Já Pepe é um avô bonachão, que prega a liberdade acima de tudo e planta o melhor arroz da região, em seu bucólico sítio.

## Elenco
| Ator/Atriz            | Personagem                                    |
| --------------------- | --------------------------------------------- |
| Drica Moraes          | Madalena                                      |
| Herson Capri          | Álvaro Giunquetti                             |
| Andréa Beltrão        | Bruna Reis                                    |
| Tuca Andrada          | Danilo Borges                                 |
| Cláudio Marzo         | Xistus Kleiner                                |
| Elias Gleizer         | Giuseppe Giunquetti (Pepe)                    |
| Nair Bello            | Santa Zanella                                 |
| Antônio Calloni       | Manuel Dionísio (Maneco)                      |
| Diogo Vilela          | Frei Chicão                                   |
| Yoná Magalhães        | Anita Reis                                    |
| Jorge Dória           | Rodolfo Reis (Rudy)                           |
| Myrian Rios           | Isaura Serafim                                |
| Marcos Frota          | Horácio Zanella                               |
| Deborah Secco         | Emília Zanella                                |
| Cláudio Heinrich      | Frederico Reis (Filé)                         |
| Nívea Stelmann        | Bárbara Muniz (Babi)                          |
| Suzy Rêgo             | Heloísa                                       |
| Luíza Curvo           | Maria da Glória Kleiner Giunquetti (Glorinha) |
| Eduardo Caldas        | Ivanilson Serafim (Sarrafo)                   |
| Raquel Nunes          | Cindy                                         |
| Luciano Vianna        | Tito Zanella                                  |
| André Gonçalves       | Júlio Pascoal                                 |
| Stella Freitas        | Quitéria Pascoal                              |
| Emiliano Queiroz      | Catulo Pascoal                                |
| João Carlos Barroso   | Jorge José Muniz (J.J.)                       |
| Cinira Camargo        | Laura Muniz                                   |
| José Augusto Branco   | Yves Tapajós                                  |
| Rosana Oliveira       | Edith Tapajós                                 |
| Léa Camargo           | Yara                                          |
| Hilda Rebello         | Olga                                          |
| Patrícia Lucchesi     | Eulália                                       |
| Marcelo Barros (ator) | Nino                                          |
| Rejane Goulart        | Drª. Nilda                                    |
| Luiz Carlos Tourinho  | Banshee                                       |
| Maria Carol Rebello   | Iracema Muniz (Cema)                          |
| Alessandra Aguiar     | Maria José Kleiner Giunquetti (Marizé)        |
| Alexandre Lemos       | José Maria Kleiner Giunquetti (Zé Maria)      |
| Pedro Agum            | Lafayete Kleiner Giunquetti (Fafá)            |
| Luã Ubacker           | Doca                                          |

### Participações especiais
| Ator               | Personagem                     |
| ------------------ | ------------------------------ |
| Sura Berditchevsky | Letícia                        |
| Tereza Rachel      | Berta                          |
| Jonas Torres       | José Carlos Kleiner Giunquetti |
| Ângela Figueiredo  | Débora Klainer Giunquetti      |
| Jorge Fernando     | Frei João                      |
| Daniel Ávila       | Namorado de Cema               |
| Roberto Pirillo    | Dr. Felipe                     |
| Herval Rossano     | Jorge                          |
| Cynthia Benini     | Samira                         |
| Márcio Garcia      | Taxista                        |
| Paulo José         | Shazan                         |
| Flávio Migliaccio  | Xerife                         |
| Ida Gomes          | Madre superiora                |
| Adélia Lazari      | Beata                          |
| Paco Sanches       | Paquito                        |

## Produção

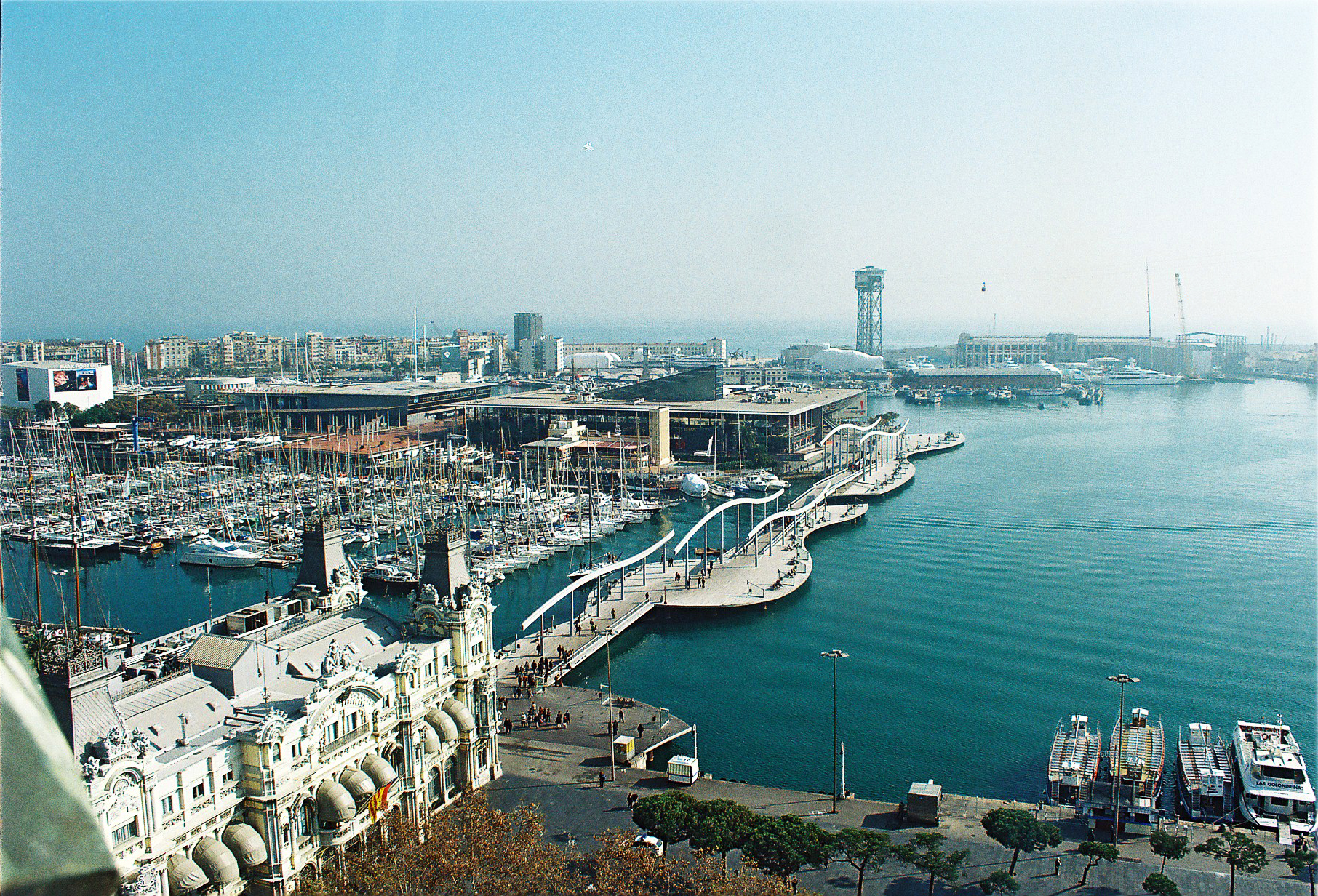
As primeiras cenas foram gravadas em Barcelona, na Espanha.

As gravações do primeiro capítulo foram feitas em Barcelona, na Espanha. Em Santa Catarina, foram rodadas as cenas do arrozal de Pepe, na cidade fictícia do estado, Nova Esperança. A novela, voltada ao público infanto-juvenil focado nas aventuras das crianças, fazia referências a clássicos da literatura infantil, como Pinóquio de Carlo Collodi, e do cinema, como A Noviça Rebelde de Robert Wise e O Mágico de Oz de Victor Fleming.
Paulo Autran foi o primeiro cotado pra interpretar Xistus. Com a recusa do ator, o papel ficou com Cláudio Marzo, o que implicou em algumas mudanças no personagem, visto que Marzo era consideravelmente mais jovem que Autran.
Perto do final da novela, o autor Walther Negrão trouxe de volta seus personagens Shazan, interpretado por Paulo José e Xerife, interpretado por Flávio Migliaccio, da novela O Primeiro Amor de 1972 e do seriado Shazan, Xerife e Cia. de 1974. Era uma homenagem pelos 25 anos de vida dos personagens, onde surgem na “camicleta”, uma espécie de automóvel cheio de geringonças acopladas, e dão uma carona para Maneco Dionísio até o armazém de dona Santa. O nome de Maneco Dionísio, por sua vez, também era uma homenagem: esse era o nome de uma escola frequentada por Negrão em sua juventude, na cidade de Avaré, no interior de São Paulo.

## Exibição
Foi reexibida pelo Vale a Pena Ver de Novo de 29 de janeiro e 4 de maio de 2007, substituindo Chocolate com Pimenta e sendo substituída por Da Cor do Pecado, em 69 capítulos. Durante a exibição da reprise o capítulo 47, que iria ar em 27 de março de 2007 não foi exibido, devido a transmissão de um amistoso entre Brasil e Gana.
Foi reexibida no Viva de 4 de janeiro a 8 de julho de 2021, sendo substituída por Sonho Meu, inaugurando a faixa das 12h30 (com reprises às 1h15) e alcançando bons índices de audiência.

### Outras Mídias
Em 16 de agosto de 2021, foi disponibilizada na íntegra pelo Globoplay, como parte do Projeto Resgate.

## Audiência
O primeiro capítulo da trama obteve média de 33 pontos, com picos de 39. Sua maior audiência é de 43 pontos, alcançada em 16 de junho de 1998.

## Trilha sonora

### Nacional
Capa: Drica Moraes
1. "Era Uma Vez…" – Sandy & Junior e Toquinho
2. "Heavy Metal do Senhor" – Zeca Baleiro
3. "Menos Carnaval" – Belô Velloso
4. "Madalena" – Banda Eva
5. "Um Sonhador" – Leandro & Leonardo
6. "No Seu Lugar (Monster Mix) " – Kid Abelha
7. "Sempre Mais (Baby Can I Hold You)" – Roberta Miranda
8. "Dançar Pra Não Dançar" – Biquíni Cavadão
9. "Puro Êxtase" – Barão Vermelho
10. "Terra do Nunca" – Angélica
11. "Dois Olhos Negros" – Lenine
12. "A Sorte Muda" – Toni Costa
13. "Outra Pessoa" – Milton Guedes
14. "Morar na Areia" – Léo Gandelman

### Internacional
Capa: Cláudio Heinrich
1. "My Oh My" – Aqua
2. "All That I Need" – Boyzone
3. "A Promise I make" – Dakota Moon
4. "I Saw The Light" – Lori Carson
5. "The Way" – Fastball
6. "Show Me Love" – Robyn
7. "Never Ever" – All Saints
8. "The Beat Of Your Heart" – Blackbox
9. "Love Me Baby" – Gabrielle
10. "Dreams" – The Corrs
11. "All I Have To Give" – Two 4 U
12. "F… Comme Femme" – Marysa Alfaia
13. "Lo Mejor de Mi" – Cristian Castro
14. "Without Love" – D-Soul
15. "Don't Leave Without Goodbye" – Don Bonnechi
16. "Bitter Sweet Symphony" – Orion Storm